# Teloleptoneta synthetica
Teloleptoneta synthetica is een spinnensoort in de taxonomische indeling van de Leptonetidae.
Het dier behoort tot het geslacht Teloleptoneta. De wetenschappelijke naam van de soort werd voor het eerst geldig gepubliceerd in 1951 door Machado.